# شعب عرض (يهر)
شعب عرض هي إحدى قرى عزلة يهر بمديرية يهر التابعة لمحافظة لحج، بلغ تعداد سكانها 213 نسمة حسب تعداد اليمن لعام 2004.